# ピチカート・プリンセス
「ピチカート・プリンセス」は、1990年8月22日にリリースされた、渡辺美奈代の14枚目のシングル。CBSソニーより発売された。

## 解説
- テレビ朝日系ドラマ『お嬢だん』の主題歌として使われた。また、このドラマでは、丸の内のオフィスに勤務する主役のOL、白井麻子役として、何しに会社に来ているのかわからない“アフターファイブの女帝”と呼ばれるバブリーで破天荒な役柄を演じた。
- 同曲で1990年9月5日放送の「夜のヒットスタジオDELUXE」に通算17回目となる出演をした[1]。この回数はおニャン子クラブ出身者の中では32回と最多出演した工藤静香に次ぐ次点となる（参考：おニャン子クラブ7回 ）。なお、この2週間後に同番組は22年におよぶレギュラー放送の最終回を迎えた。また、このときの演奏は、1988年からコンサートのバックバンドを務めていたWATANABE GUMI（ユニット名）が担当した。
- ミュージック・ビデオとして、「夜明けのヒッチハイク」、「恋愛紅一点」、「星が生まれる夜には…」を含む4曲入りで発売された。2004年にはDVD化されて再発売された。
- 曲中、クジラの鳴き声 (ラジオのノイズのように聞こえる部分) が効果音として使われている。これまで歌ったことがない、意味不明なシュールな作風になっている。
- ピチカートとはギターやバイオリンなどの弦楽器の弦を指で弾く演奏技法のことである。
- c/wの「夜明けのヒッチハイク」は、ヴァニティ・フェアの「夜明けのヒッチ・ハイク」のカヴァーで、TBS系ドラマチック22『ミニパトより愛をこめて2』の主題歌として使われた。

## 収録曲
1. ピチカート・プリンセス（4:21）
  - 作詞: 横山武／作曲: 井上ヨシマサ／編曲: ATOM
2. 夜明けのヒッチハイク（3:45）
  - 作詞: M. Murray、P. R. Callander 日本語訳詞 横山武／作曲: M. Murray、P. R. Callander／編曲: ATOM

## 収録作品
CD
- WILL 〜MINAYO SELECTIONS〜
- GOLDEN☆BEST 渡辺美奈代 SINGLES
- 渡辺美奈代 30th Anniversary Complete Singles Collection Disc 2 M-11/M-12